# Carlota Amália de Hesse-Philippsthal
Carlota Amália de Hesse-Philippsthal (em alemão:  Charlotte Amalie; 11 de Agosto de 1730, Philippsthal – 7 de Setembro de 1801, Meiningen), foi uma duquesa e, posteriormente, regente de Saxe-Meiningen entre 1763 e 1782.

## Vida
Carlota Amália era fila de Carlos I, Conde de Hesse-Philippsthal, e da sua esposa, a princesa Carolina Cristina de Saxe-Eisenach. Em 1750, quando tinha vinte anos de idade, casou-se com António Ulrico, Duque de Saxe-Meiningen que, na altura, tinha sessenta-e-três anos.
No seu testamento, o duque estipulou que a sua esposa Carlota Amália deveria ser a única guardiã dos seus filhos e regente de Saxe-Meiningen. António Ulrico tinha-se retirado para Frankfurt, para fugir às intrigas familiares e vivia lá com a sua família. Após a morte do marido, Carlota mudou-se inicialmente para Philippsthal enquanto aguardava pela confirmação do sacro-imperador do seu papel como guardiã e regente. Entretanto, os parentes de Gota viajaram até Meiningen, para saber qual seria a herança deixada. Depois de o sacro-imperador a confirmar como regente e guardiã principal, Carlota Amália passou a viver em Meiningen.
Carlota assumiu a regência em 1763, numa altura em que o ducado atravessava uma grave situação económica e financeira. Graças às medidas de austeridade, reformas económicas e promoção da vida espiritual que adoptou, Carlota é considerada a "salvadora do ducado". A nomeação de novos ministros, nomeadamente Adolph Gottlieb von Eyben, permitiu que o governo central voltasse a funcionar normalmente no período de um ano.  Graças à implementação de um sistema sofisticado de poupança e análise financeira, Carlota chamou a atenção do sacro-imperador José II, que a nomeou directora da comissão para salvar o Ducado de Saxe-Hildburghausen, que se encontrava numa situação ainda mais catastrófica.
Uma vez que os seus filhos podiam governar o ducado em conjunto, Carlota continuou a governar em conjunto com o seu filho Carlos entre 1775 e 1782, quando o seu outro filho, Jorge I, era ainda menor de idade.
O seu reinado marcou o início do absolutismo iluminado em Saxe-Meiningen; e Carlota educou os seus filhos para darem seguimento a essa política. Fundou a loja maçónica Charlotte zu den drei Nelken ("Carlota e os três cravos"). De modo a cumprir um dos seus últimos desejos, Carlota Amália foi sepultada no cemitério da sua cidade e não na cripta real da família.

## Descendência
Carlota Amália teve os seguintes filhos com o seu marido:
1. Carlota de Saxe-Meiningen (11 de Setembro de 1751 - 25 April 1827), casada com Ernesto II, Duque de Saxe-Gota-Altemburgo; com descendência.
2. Luísa de Saxe-Meiningen (6 de Agosto de 1752 - 3 de Junho de 1805), casada com Adolfo, Conde de Hesse-Philippsthal-Barchfeld; com descendência.
3. Isabel de Saxe-Meiningen (11 de Setembro de 1753 - 3 de Fevereiro de 1754), morreu aos cinco meses de idade.
4. Carlos Guilherme, Duque de Saxe-Meiningen (19 de Novembro de 1754 - 21 de Julho de 1782), casado com a princesa Luísa de Stolberg-Gedern; sem descendência.
5. Frederico Francisco de Saxe-Meiningen (16 de Março de 1756 - 25 de Março de 1761), morreu aos cinco anos de idade.
6. Frederico Guilherme de Saxe-Meiningen (18 de Novembro de 1757 - 13 de Abril de 1758), morreu aos cinco meses de idade.
7. Jorge I, Duque de Saxe-Meiningen (4 de Fevereiro de 1761 - 24 de Dezembro de 1803), casado com a princesa Luísa Leonor de Hohenlohe-Langenburg; com descendência (incluindo a rainha Adelaide do Reino Unido.
8. Amália de Saxe-Meiningen (4 de Março de 1762 - 28 de Maio de 1798), casada com o príncipe Carlos Henrique de Carolath-Bytom; com descendência.

## Genealogia
| Carlota Amália de Hesse-Philippsthal | Pai: Carlos I, Conde de Hesse-Philippsthal | Avô paterno: Filipe, Conde de Hesse-Philippsthal        | Bisavô paterno: Guilherme VI, Conde de Hesse-Cassel  |
| Carlota Amália de Hesse-Philippsthal | Pai: Carlos I, Conde de Hesse-Philippsthal | Avô paterno: Filipe, Conde de Hesse-Philippsthal        | Bisavó paterna: Edviges Sofia de Brandemburgo        |
| Carlota Amália de Hesse-Philippsthal | Pai: Carlos I, Conde de Hesse-Philippsthal | Avó paterna: Catarina de Solms-Laubach                  | Bisavô paterno: Carlos Otão, Conde de Solms-Laubach  |
| Carlota Amália de Hesse-Philippsthal | Pai: Carlos I, Conde de Hesse-Philippsthal | Avó paterna: Catarina de Solms-Laubach                  | Bisavó paterna: Isabel de Bentheim-Steinfurt         |
| Carlota Amália de Hesse-Philippsthal | Mãe: Carolina Cristina de Saxe-Eisenach    | Avô materno: João Guilherme III, Duque de Saxe-Eisenach | Bisavô materno: João Jorge I, Duque de Saxe-Eisenach |
| Carlota Amália de Hesse-Philippsthal | Mãe: Carolina Cristina de Saxe-Eisenach    | Avô materno: João Guilherme III, Duque de Saxe-Eisenach | Bisavó materna: Joaneta de Sayn-Wittgenstein         |
| Carlota Amália de Hesse-Philippsthal | Mãe: Carolina Cristina de Saxe-Eisenach    | Avó materna: Cristina Juliana de Baden-Durlach          | Bisavô materno: Carlos Gustavo de Baden-Durlach      |
| Carlota Amália de Hesse-Philippsthal | Mãe: Carolina Cristina de Saxe-Eisenach    | Avó materna: Cristina Juliana de Baden-Durlach          | Bisavó materna: Ana Sofia de Brunsvique-Volfembutel  |